# Lestrimelitta spinosa
Lestrimelitta spinosa är en biart som beskrevs av Marchi och Melo 2006. Lestrimelitta spinosa ingår i släktet Lestrimelitta och familjen långtungebin. Inga underarter finns listade i Catalogue of Life.